# Jocelyn von Giese
Jocelyn Ethel Lillian von Giese (Manila, 19 luglio 1936) è un'ex nuotatrice filippina, che ha partecipato alle Olimpiadi di Melbourne 1956, gareggiando nei 100m dorso.
Ai II Giochi asiatici, ha 1 oro nei 100m dorso.
Ai III Giochi asiatici, ha vinto 1 oro nella Staffetta 4x100 mista.
È la sorella della anch'essa nuotatrice olimpica Sandra von Giese.